# Liste des gratte-ciel de Kiev
Depuis la construction du bâtiment du ministère des transports de l'Ukraine en 1986, 56 immeubles d'au moins 100 mètres de hauteur ont été construits à Kiev dans la capitale de l'Ukraine, quasiment tous depuis le début des années 2000.
En 2014, la liste des immeubles d'au moins 100 mètres de hauteur y est la suivante d'après Emporis et skyscraperpage,.

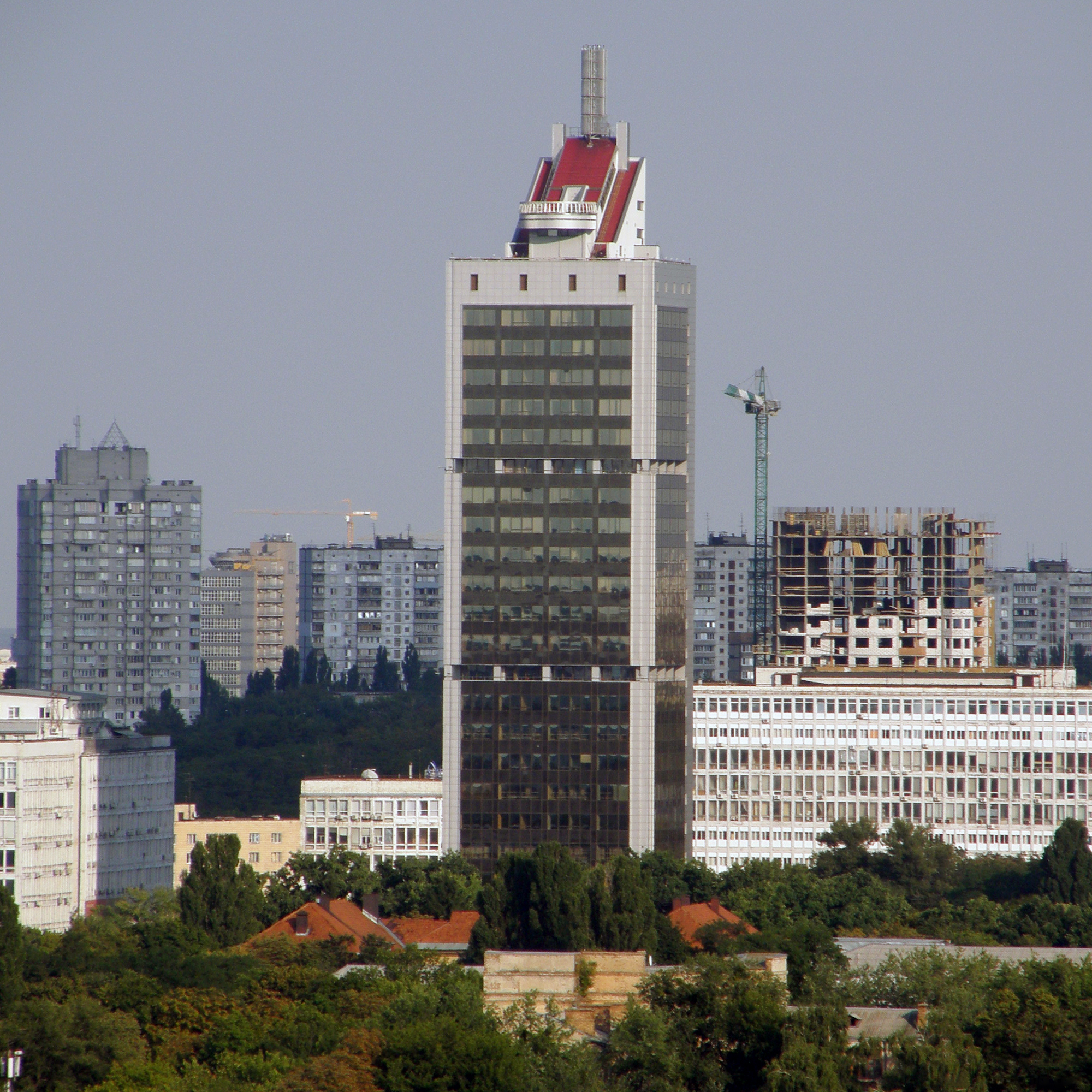
Tour de la Cour d'appel de Kiev

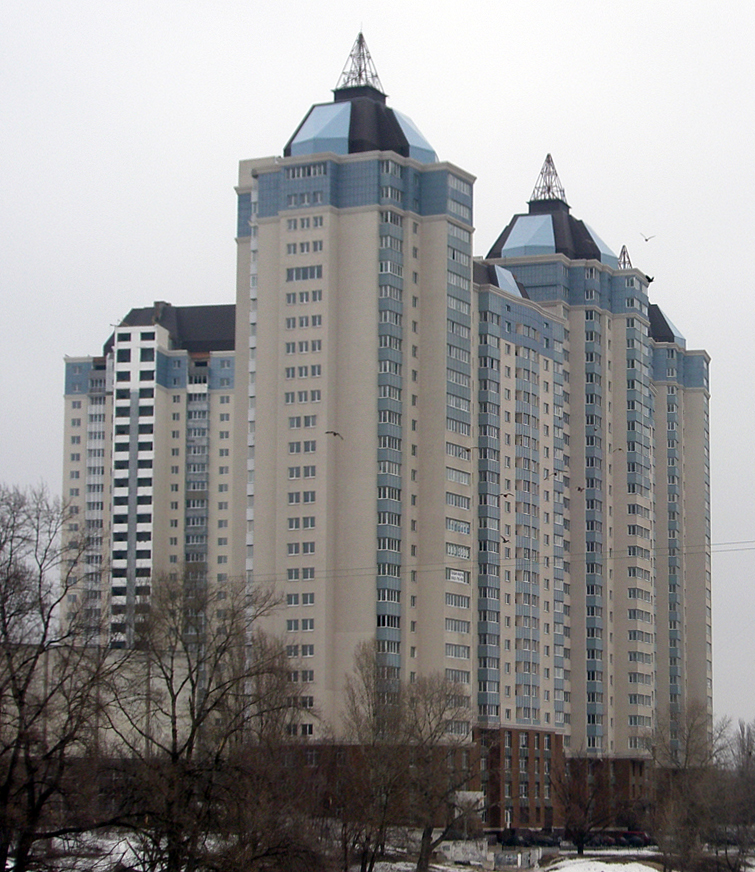
Azure Blues

| Rang | Nom                                | Hauteur | Étages | Année |
| ---- | ---------------------------------- | ------- | ------ | ----- |
| 1    | Mirax Plaza                        | 170 m   | 44     | 2009  |
| 2    | Klovski Descent 7A                 | 163 m   | 47     | 2012  |
| 3    | Gulliver (gratte-ciel)             | 141 m   | 33     | 2013  |
| 4    | Prospekt Petra Grigorenka 7/A      | 136 m   | 37     | 2008  |
| 4    | Parus (gratte-ciel)                | 136 m   | 33     | 2008  |
| 6    | Mega-City                          | 128 m   | 35     | 2013  |
| 6    | Residential at Sribnokilska Street | 128 m   | 37     | 2008  |
| 6    | The Crown 2                        | 128 m   | 37     | 2008  |
| 9    | Tour de la Cour d'appel de Kiev    | 127 m   | 27     | 2006  |
| 10   | Vossoedineniya 21v                 | 125 m   | 34     | 2014  |
| 10   | Mega-City 2                        | 125 m   | 34     | 2012  |
| 12   | Grishko 9                          | 117 m   | 32     | 2007  |
| 12   | 1 Obolon Embankment                | 117 m   | 31     | 2013  |
| 14   | TsarSky                            | 115 m   | 29     | 2008  |
| 14   | 21v Reunion Av.                    |         | 36     | 2014  |
| 16   | 101 Tower                          | 114 m   | 27     | 2012  |
| 16   | Mishugi 10                         | 114 m   | 31     | 2010  |
| 16   | Lesi Ukrainki 7b                   | 114 m   | 31     | 2010  |
| 19   | Geroiv Stalingrada 2, Block 2      | 112 m   | 30     | 2011  |
| 20   | Serebranniy Briz 1                 | 111 m   | 32     | 2009  |
| 20   | Serebranniy Briz 2                 | 111 m   | 32     | 2009  |
| 20   | Serebranniy Briz 3                 | 111 m   | 32     | 2013  |
| 23   | Elegant                            | 110 m   | 30     | 2013  |
| 23   | 3 Galya Tymotheeva St.             | 110 m   | 29     | 2003  |
| 23   | 12-e Heroes of Stalingrad Av.      | 110 m   | 27     | 2005  |
| 23   | 12-Zh Heroes of Stalingrad Av.     | 110 m   | 27     | 2005  |
| 23   | Chokolovs'kyi Boulevard 42A        | 110 m   | 29     | 2008  |
| 28   | Novopecherski Lipki 6              | 109 m   | 32     | 2012  |
| 28   | 9 Michael Grishko Street           | 109 m   | 32     | 2006  |
| 30   | Novopecherskie lipki 6             | 108 m   | 31     | 2012  |
| 30   | Novopecherskie lipki 7             | 108 m   | 29     | 2012  |
| 32   | Revutskogo 9                       | 107 m   | 33     | 2014  |
| 33   | Ministère de l'Infrastructure      | 106 m   | 28     | 1986  |
| 33   | Vulitsa Lokhvitska 1               | 106 m   | 29     | 2012  |
| 33   | Aleksandrovsky 4                   | 106 m   | 29     | 2011  |
| 33   | Vulitsa Anni Akhmatovoi 13/D       | 106 m   | 29     | 2005  |
| 33   | Vulitsa Anni Akhmatovoi 13/E       | 106 m   | 29     | 2003  |
| 38   | PecherSky                          | 105 m   | 27     | 2013  |
| 38   | Gorkogo Street 41A                 | 105 m   | 30     | 2005  |
| 38   | Lesi Ukrainki 7a                   |         | 35     | 2011  |
| 38   | 36b Shchors St.                    |         | 27     |       |
| 42   | 2 Alexander Mishusha St            | 104 m   | 33     | 2010  |
| 43   | Aleksandrovsky 3                   | 103 m   | 28     | 2011  |
| 43   | Solomyans'ka Street 15A            | 103 m   | 28     | 2010  |
| 43   | Vulitsa Anni Akhmatovoi 13/G       | 103 m   | 28     | 2004  |
| 43   | Azure Blues                        | 103 m   | 26     | 2011  |
| 47   | Geroiv Stalingrada 2, Block 1      | 102 m   | 26     | 2011  |
| 47   | 31/11 Predslavynska St.            |         | 26     | 2004  |
| 47   | Times of Year 1                    |         | 25     | 2009  |
| 47   | Times of Year 2                    |         | 25     | 2009  |
| 47   | Times of Year 3                    |         | 25     | 2009  |
| 47   | Times of Year 4                    |         | 25     | 2009  |
| 47   | Pinery 3                           |         | 32     | 2014  |
| 54   | H-Tower                            | 100 m   | 26     | 2013  |
| 54   | 23 Lesya Ukrainka Blvd.            | 100 m   | 25     | 2005  |
| 54   | 30-b Lesya Ukrainka Blvd.          | 100 m   | 25     | 2002  |